# Narcla
Narcla fou una marca catalana de motocicletes, fabricades a començaments dels anys 50 per una coneguda foneria de Girona, propietat de Narcís Clarà.
La Narcla duia un motor de dos temps de 125 cc de fabricació pròpia i tenia un aspecte elegant, però no gaudí de continuïtat atesos els limitats recursos de l'empresa. Tot i així, durant uns anys els motors Narcla es vengueren a altres fabricants, com ara Alce (que els muntava als seus escúters). Hi ha fonts que indiquen que Narcla fabricà també algun microcotxe durant la dècada de 1950.
Una motocicleta Narcla amb data de 1950 es pot trobar al Museu d'Història de Girona.